# Ahijuna patoruzito
Genre
Espèce
Ahijuna patoruzito, unique représentant du genre Ahijuna, est une espèce d'araignées aranéomorphes de la famille des Salticidae.

## Distribution
Cette espèce est endémique de la province de Misiones en Argentine,. Elle se rencontre vers Candelaria.

## Description
La carapace du mâle holotype mesure 1,51 mm et l'abdomen 1,75 mm et la carapace de la femelle paratype 1,41 mm et l'abdomen 1,69 mm.

## Systématique et taxinomie
Cette espèce a été décrite par Rubio, Baigorria et Stolar en 2022.
Ce genre a été décrit par Rubio, Baigorria et Stolar en 2022 dans les Salticidae.

## Étymologie
Cette espèce est nommée en l'honneur de Patoruzito (es).

## Publication originale
- Rubio, Baigorria & Stolar, 2022 : « Two new genera and four new species of jumping spiders (Araneae: Salticidae: Dendryphantini). » Species, vol. 23, no 71, p. 193-206.